# نما فوفانا
نما فوفانا (انگلیسی: Nama Fofana؛ زادهٔ ۱۲ ژوئیهٔ ۱۹۹۰) بازیکن فوتبال اهل فرانسه است.